# Pescador, Minas Gerais
Pescador este un oraș în Minas Gerais (MG), Brazilia.